# Detlev Bronk
Detlev Wulf Bronk (13 de agosto de 1897 — 17 de novembro de 1975) foi presidente da Universidade Johns Hopkins em Baltimore, Maryland, de 1949 até 1953 e Presidente da Academia Nacional de Ciências de 1950 até 1962. Bronk é creditado por remodelar o ambiente universitário do pós-guerra na Universidade Johns Hopkins. Enquanto na instituição, ele tentou sem sucesso ressuscitar o "Plano Goodnow", mas conseguiram adquirir da Escola de Estudos Avançados Internacionais, em Washington.